# سفارة السويد في الدنمارك
سفارة السويد في الدنمارك هي أرفع تمثيل دبلوماسي لدولة السويد لدى الدنمارك. تقع السفارة في بلدية كوبنهاغن ‏ وهي تهدف لتعزيز المصالح السويدية في الدنمارك.

## وصلات خارجية
- الموقع الرسمي
- قائمة سفارات السويد
- قائمة السفارات في الدنمارك